# اندیس آوروس مرغی
آوروس مرغی یک اندیس فلزی است که در حوالی شهر سردونیه استان کرمان قرار دارد و مادهٔ معدنی موجود در آن، مس است.  